# Брулон
Брулон (фр. Brûlon) је насељено место у Француској у региону Лоара, у департману Сарт.
По подацима из 2011. године у општини је живело 1540 становника, а густина насељености је износила 94,65 становника/km².

## Демографија
| 1962. | 1968. | 1975. | 1982. | 1990. | 2011. |
| ----- | ----- | ----- | ----- | ----- | ----- |
| 1.206 | 1.171 | 1.150 | 1.126 | 1.296 | 1.540 |